# 黄立圻
黄立圻（1922年8月—2018年5月27日），男，汉族，江西广丰人，中华人民共和国政治人物，中国农工民主党中央委员会原常务委员，江西省政协原副主席，第七届全国政协委员，第八届全国人大代表。

## 生平
1945年毕业于厦门大学经济系，在南昌私立合作职业学校任教员。1949年2月加入中国农工民主党。1950年3月至1951年1月在北京华北人民革命大学学习。1951年后，历任农工党江西省委秘书处处长、宣传处处长，南昌市政协副秘书长，南昌市人民委员会副秘书长，农工党南昌市委会副主委。1963年9月至1964年5月在中央社会主义学院学习。1964年6月参加社教工作队，1965年5月至1966年5月在江西省社会主义学院学习。文化大革命时期受到冲击。1980年6月后，历任农工党江西省委副秘书长兼宣传处处长、常务副主委兼秘书长、主委，农工党中央常委（1983年12月－1992年12月）。1983年后，任江西省政协第五届常委、副秘书长，第六至七届副主席（1990年4月－1998年1月）。2000年离休。2018年5月27日14时26分在南昌逝世。